# Alchemilla cuneifolia
Alchemilla cuneifolia é uma espécie de rosácea do gênero Alchemilla, pertencente à família Rosaceae.